# Afrikansk silvernäbb
Afrikansk silvernäbb (Euodice cantans) är en vanlig huvudsakligen afrikansk tätting i familjen astrilder.

## Utseende och läte
Afrikansk silvernäbb är en liten, 10 centimeter lång fågel med lång, svart och spetsig stjärt. Den adulta fågeln har en knubbig silverblå näbb, fint bandad ljusbrun ovansida, vitaktig undersida, svart övergump och svarta vingar. Könen är lika men ungfåglar saknar bandningen. Sången är en liten drill och lätet ett tsiip, hos honan tsiptsip.

## Utbredning och systematik
Afrikansk silvernäbb förekommer dels i ett band söder om Sahara, dels i delar av Östafrika och dels på Arabiska halvön. Den delas in i två underarter med följande utbredning:
- E. c. cantans – förekommer från Mauritanien och Senegal österut till centrala Sudan och nordvästra Sydsudan; även mycket lokalt i södra Algeriet[4]
- E. c. orientalis – förekommer i sydöstligaste Egypten, östra Sudan, Eritrea, Etiopien, Djibouti, Somalia, sydöstra Sydsudan, Kenya och norra Tanzania; även på södra Arabiska halvön i sydvästra Saudiarabien, Jemen och västra Oman

Arten är även införd till Hawaiiöarna.

## Levnadssätt
Arten trivs i öppna områden som savann, törnbusklandskap, gräsmarker med akacia och jordbruksmarker. Den är företrädande en låglandsfågel men kan ses upp till 2000 meters höjd. Den är lätt att komma nära och en mycket social fågel som ofta ses sitta i täta flockar i träd. Den är dock påfallande inaktiv och kan sitta stilla under långa stunder. Fågeln lever mestadels av gräsfrön som den antingen plockar på marken eller direkt från växtligheten.

### Häckning
Afrikansk silvernäbb häckar vanligen i lösa kolonier. Boet är en rundformad bunt gräs som placeras i en tät buske eller häck. Fågeln lägger tre till sex ovala, vita ägg. Honan ruvar mestadels i elva till 13 dagar och ungarna blir flygga 21 dagar efter kläckning.

## Status och hot
Arten har ett stort utbredningsområde och en stor population med stabil utveckling och tros inte vara utsatt för något substantiellt hot. Utifrån dessa kriterier kategoriserar internationella naturvårdsunionen IUCN arten som livskraftig (LC). Världspopulationen har inte uppskattats men den beskrivs som lokalt vanlig.